# ماکسیم سورایف
ماکسیم سورایف (به انگلیسی: Maksim Surayev) فضانورد اهل کشور روسیه است که در ۲۴ مهٔ ۱۹۷۲ میلادی در چلیابینسک زاده شد. وی در مأموریت سایوز تی‌ام‌ای-۱۶، اکسپدییشن ۲۱، ۲۲ حضور داشته است.